# 후렌역
후렌역(일본어: 風連駅)은 일본 홋카이도 나요로시에 있는 홋카이도 여객철도 소야 본선의 역이다. 역 번호는 W46이며, 상대식 승강장 2면 2선의 구조를 지닌 지상역이다.

## 역 주변
- 국도 제40호선
- 나요로 시청 후렌 청사
- 호쿠세이 신용금고 후렌 지점

## 인접 정차역
| 홋카이도 여객철도 소야 본선 | 홋카이도 여객철도 소야 본선 | 홋카이도 여객철도 소야 본선      |
| --------------------------- | --------------------------- | -------------------------------- |
| W42 시베쓰 아사히카와 방면  | 쾌속 '나요로'               | 나요로고등학교 W47 왓카나이 방면 |
| W45 미즈호 아사히카와 방면  | 보통                        | 나요로고등학교 W47 왓카나이 방면 |